# Veliki Šušnjar
Veliki Šušnjar is een plaats in de gemeente Petrinja in de Kroatische provincie Sisak-Moslavina. De plaats telt 108 inwoners (2001).